# Gagliano del Capo
 (décembre 2023).
La mise en forme du texte ne suit pas les recommandations de Wikipédia : il faut le « wikifier ».
Les points d'amélioration suivants sont les cas les plus fréquents. Le détail des points à revoir est peut-être précisé sur la page de discussion.
- Les titres sont pré-formatés par le logiciel. Ils ne sont ni en capitales, ni en gras.
- Le texte ne doit pas être écrit en capitales (les noms de famille non plus), ni en gras, ni en italique, ni en « petit »…
- Le gras n'est utilisé que pour surligner le titre de l'article dans l'introduction, une seule fois.
- L'italique est rarement utilisé : mots en langue étrangère, titres d'œuvres, noms de bateaux, etc.
- Les citations ne sont pas en italique mais en corps de texte normal. Elles sont entourées par des guillemets français : « et ».
- Les listes à puces sont à éviter, des paragraphes rédigés étant largement préférés. Les tableaux sont à réserver à la présentation de données structurées (résultats, etc.).
- Les appels de note de bas de page (petits chiffres en exposant, introduits par l'outil «  Source ») sont à placer entre la fin de phrase et le point final[comme ça].
- Les liens internes (vers d'autres articles de Wikipédia) sont à choisir avec parcimonie. Créez des liens vers des articles approfondissant le sujet. Les termes génériques sans rapport avec le sujet sont à éviter, ainsi que les répétitions de liens vers un même terme.
- Les liens externes sont à placer uniquement dans une section « Liens externes », à la fin de l'article. Ces liens sont à choisir avec parcimonie suivant les règles définies. Si un lien sert de source à l'article, son insertion dans le texte est à faire par les notes de bas de page.
- La présentation des références doit suivre les conventions bibliographiques. Il est recommandé d'utiliser les modèles {{Ouvrage}}, {{Chapitre}}, {{Article}}, {{Lien web}} et/ou {{Bibliographie}}. Le mode d'édition visuel peut mettre en forme automatiquement les références.
- Insérer une infobox (cadre d'informations à droite) n'est pas obligatoire pour parachever la mise en page.

Pour une aide détaillée, merci de consulter Aide:Wikification.
Si vous pensez que ces points ont été résolus, vous pouvez retirer ce bandeau et améliorer la mise en forme d'un autre article.
Gagliano del Capo est une commune italienne de la province de Lecce dans la région des Pouilles.
L'histoire : 

La forteresse de Gagliano del Capo était habitée depuis l'âge du bronze comme en témoigne la présence d'un menhir. Le centre urbain de Gagliano a ensuite été fondé par les Romains , environ deux siècles avant Jésus-Christ, pendant la période du VIe au XIe siècle, le territoire gaglianais a été occupé par les Grecs.
L'ancien village, la terre de la période médiévale, était équipé de murs, qui a été construit entre 1413 et 1421. La terre de Gagliano a servi de lieu d'abri et de protection aussi pour les habitants et les réfugiés des fermes environnantes de Valiano, Misciano, Prusano, Santu Dimitri, San Nicola et Vinciguerra.
Même le village gaglianais, comme de nombreux autres centres urbains de la péninsule du Salento, a connu diverses vicissitudes pendant la période féodale, aux mains de diverses seigneuries qui se sont relayées au gouvernement. Pendant la période de domination angevine, du XIIIe au XVe siècle, c'était un fief d'Isolda De Nocera, des militaires français Guglielmo Brunel et Mariotto Corso. Ce fut aussi le tour du roi Ferrante; le roi catholique Ferdinand; de la famille Castriota Skanderberg, dont les héritiers ont longtemps occupé le château, situé à côté de l'église paroissiale; des comtes d'Alessano ; de la branche cadette des ducs de Poggiardo qui détenait le fief jusqu'à la date d'extinction féodale. 
Au cours des siècles, Gagliano a subi l'agression des Sarrasins et des barbares, bien que son système de défense soit cohérent et bien disposé, avec les tours côtières de Montilongo et Novaglie . En fait, au cours des années 1500, le pirate algérien Dragut a atterri à Salve et a envahi Gagliano, pillant et pillant.
Gagliano del Capo se dresse sur la Serra dei Cianci, surplombant la mer Méditerranée. Gagliano a deux hameaux : Arigliano et San Dana.              

## Administration
| Période                                  | Période    | Identité           | Étiquette       | Qualité |
| ---------------------------------------- | ---------- | ------------------ | --------------- | ------- |
| 05/04/2005                               | 30/03/2010 | Antonio Buccarello | (liste civique) |         |
| 30/03/2010                               | En cours   | Antonio Buccarello | (liste civique) |         |
| Les données manquantes sont à compléter. |            |                    |                 |         |

### Hameaux
San Dana
, Santa Maria di Leuca
Arigliano Novaglie

### Communes limitrophes
Alessano, Castrignano del Capo
Corsano, Montesardo